# Meniscomorpha
Meniscomorpha is een geslacht van insecten uit de orde vliesvleugeligen (Hymenoptera) en de familie Ichneumonidae.

## Soorten
- M. albomaculata (Ashmead, 1894)
- M. alhambra Ugalde & Gauld, 2002
- M. astrema Ugalde & Gauld, 2002
- M. atrorubra (Townes, 1978)
- M. besheba Ugalde & Gauld, 2002
- M. bilineata (Ashmead, 1900)
- M. brachydocis (Townes, 1978)
- M. bullata Ugalde & Gauld, 2002
- M. castroi Ugalde & Gauld, 2002
- M. citrivaria (Townes, 1978)
- M. cleiae Graf, 1979
- M. culiota Ugalde & Gauld, 2002
- M. devisa Ugalde & Gauld, 2002
- M. elizondoi Ugalde & Gauld, 2002
- M. enura Ugalde & Gauld, 2002
- M. frebeta Ugalde & Gauld, 2002
- M. gamezi Ugalde & Gauld, 2002
- M. glasta Ugalde & Gauld, 2002
- M. gomezi Ugalde & Gauld, 2002
- M. govinda Ugalde & Gauld, 2002
- M. grossa (Townes, 1978)
- M. habecki (Townes, 1978)
- M. helspina Ugalde & Gauld, 2002
- M. hembrata Ugalde & Gauld, 2002
- M. hiljei Ugalde & Gauld, 2002
- M. implaza Ugalde & Gauld, 2002
- M. janzeni Ugalde & Gauld, 2002
- M. kerna Ugalde & Gauld, 2002
- M. kevla Ugalde & Gauld, 2002
- M. leoni Ugalde & Gauld, 2002
- M. leva Ugalde & Gauld, 2002
- M. lizanoi Ugalde & Gauld, 2002
- M. lopezi (Blanchard, 1935)
- M. maculiceps (Cameron, 1887)
- M. michiganensis (Davis, 1894)
- M. minutoria (Fabricius, 1804)
- M. mirabilis (Cresson, 1870)
- M. mitica Ugalde & Gauld, 2002
- M. nerda Ugalde & Gauld, 2002
- M. nufa Ugalde & Gauld, 2002
- M. ocala Ugalde & Gauld, 2002
- M. orbitalis (Cresson, 1874)
- M. pensita Ugalde & Gauld, 2002
- M. perfida Ugalde & Gauld, 2002
- M. prolixa (Townes, 1978)
- M. proximans (Townes, 1978)
- M. pulchra Schmiedeknecht, 1907
- M. quava Ugalde & Gauld, 2002
- M. robusta (Townes, 1978)
- M. romata Ugalde & Gauld, 2002
- M. salasi Ugalde & Gauld, 2002
- M. sanchoi Ugalde & Gauld, 2002
- M. sotoi Ugalde & Gauld, 2002
- M. subflava (Davis, 1898)
- M. tamaska Ugalde & Gauld, 2002
- M. thoracica (Brulle, 1846)
- M. valerioi Ugalde & Gauld, 2002
- M. venusia Ugalde & Gauld, 2002
- M. vomia Ugalde & Gauld, 2002
- M. wasenia Ugalde & Gauld, 2002
- M. wigelia Ugalde & Gauld, 2002
- M. xeresha Ugalde & Gauld, 2002
- M. yoventa Ugalde & Gauld, 2002
- M. zacasta Ugalde & Gauld, 2002